# Memphis May Fire
Memphis May Fire — американський металкор гурт, заснований у Далласі, Техас. Нині підписані на лейбл Rise Records. Створений у 2004 році, на сьогодні гурт випустив п'ять студійних альбомів і два EP. Їх четвертий альбом «Unconditional», дебютував за номером чотири в US Billboard 200.

## Дискографія

### Студійні альбоми
| Рік  | Деталі альбому                                                         |
| ---- | ---------------------------------------------------------------------- |
| 2009 | Sleepwalking - Дата релізу: 21 липня, 2009 - Лейбл: Trustkill Records  |
| 2011 | The Hollow - Дата релізу: 26 квітня, 2011 - Лейбл: Rise Records        |
| 2012 | Challenger - Дата релізу: 26 червня, 2012 - Лейбл: Rise Records        |
| 2014 | Unconditional - Дата релізу: 25 березня, 2014 - Лейбл: Rise Records    |
| 2016 | This Light I Hold - Дата релізу: 28 жовтня, 2016 - Лейбл: Rise Records |
| 2018 | Broken - Дата релізу: 16 листопада, 2018 - Лейбл: Rise Records         |

### EP
| Рік  | Деталі альбому                                                                  |
| ---- | ------------------------------------------------------------------------------- |
| 2007 | Memphis May Fire - Дата релізу: 4 грудня, 2007 - Лейбл: Trustkill Records       |
| 2010 | Between the Lies - Дата релізу: 2 листопада, 2010 - Лейбл: Bullet Tooth Records |